# Mad Max
Mad Max é um filme australiano de ficção científica com elementos de ação e perseguições. É uma produção de 1979 dirigida por George Miller com Mel Gibson no papel do personagem principal. O filme foca na história de Max "Mad" Rockatansky (Gibson), um policial rodoviário que faz parte de uma força tática chamada MFP (Main Force Patrol) em uma ponto remoto da Austrália decadente infestada por uma gangue de perigosos motociclistas.
Só foi lançado na América do Norte em 1980, e ainda mais tarde na Europa. Mad Max tornou-se um sucesso de bilheteria e crítica, e foi creditado para uma maior abertura no exterior para produções australianas como Gallipoli e Crocodile Dundee. O filme também foi notável por ser um dos primeiros filmes australianos a ser filmado com uma lente widescreen anamórfica. 
Teve três sequências, Mad Max 2: The Road Warrior em 1981, Mad Max Beyond Thunderdome em 1985 e o quarto filme, Mad Max: Fury Road, que conta com Tom Hardy como Max, lançado em 15 de maio de 2015.

## Sinopse
A Lei e Ordem da Austrália começa a tornar-se quase nula, nas intermináveis estradas, onde gangues de motociclistas tomam conta, aterrorizando as estradas e os pequenos vilarejos por onde passam, com crimes de estupro, roubo, homicídios. Uma dessas gangues tem um de seus membros morto devido à uma perseguição pela MFP, "Nightrider", dirigindo um carro, furtado da MFP, especial de perseguição envenenado (Holden Monaro). Embora inicialmente ele consiga escapar de seus perseguidores novatos, o melhor em perseguição, o oficial Max Rockatansky, tenta interceptá-lo, envolvendo Nightrider em uma perseguição altamente perigosa em altíssima velocidade, que resulta na morte de Nightrider e sua acompanhante em um violento acidente.
A gangue de motociclistas de Nightrider, liderados por Toecutter, chega em uma cidade vandalizando propriedades, roubando combustível e aterrorizando a população. Max e o oficial Jim "Goose" prendem um jovem protegido de Nightrider Johnny "The Boy" Boyle, quando Johnny, muito drogado e incapaz de pilotar sua moto, fica para trás após a gangue violentar um jovem casal. Quando não aparece testemunhas para seu julgamento, os tribunais arquivam seu caso e Johnny é liberado. Um furioso Goose ataca Johnny e ambos são contidos por outros policiais e trocam juras de vingança entre si. Depois que seu advogado arrasta Johnny para longe, o capitão Fred "Fifi" McPhee diz a seus policiais que se quiserem agir fora da legalidade, façam de "forma que não afete a MFP".
Pouco tempo depois Johnny sabota a motocicleta de Goose, que trava em alta velocidade e joga Goose pra fora da estrada. Goose escapa ileso mas sua moto fica bastante danificada. Ele pega uma camionete emprestada para levar sua motocicleta de volta. No entanto Johnny e Toecutter estão esperando Goose em uma emboscada. Johnny lança um tambor de freio no pára-brisas do carro em que Goose está o fazendo sair da estrada e capotar. Toecutter instrui Johnny a jogar um fósforo aceso na gasolina que vaza do carro onde Goose está preso. Johnny inicialmente recusa e Toecutter verbalmente e fisicamente insiste e Johnny joga o fósforo aceso nos destroços do carro, que irrompe em chamas.
Goose é gravemente queimado. Depois de ver seu corpo queimado no hospital, Max se desilude com a Força Policial. Preocupado com que pode acontecer a ele se continuar trabalhando para a MFP - e que ele está desfrutando da insanidade - Max diz a seu Capitão Fifi que está renunciando à MFP. Fifi, no entanto, o convence a tirar férias antes de tomar sua decisão final.
Enquanto no litoral, a esposa de Max, Jessie e seu filho pequeno fogem da gangue de Toecutter, que tentou estuprá-la. Ela foge, mas a gangue encontra-os em uma fazenda remota onde ela e Max estão hospedados. Eles atropelam Jessie e seu filho quando eles tentam escapar deixando seus corpos esmagados no meio da estrada. Max chega tarde demais para salvá-los.
Enfurecido, Max veste seu uniforme policial de couro e pega um carro especial preto interceptor (Ford Falcon XB) para perseguir a gangue. Depois de torturar um mecânico para obter informações, Max persegue metodicamente os membros da gangue. Iniciando um combate automobilístico mortal, ele força alguns a saltarem de uma ponte em alta velocidade, atira em Bubba Zanetti a curta distância com sua espingarda e persegue perigosamente o lider Toecutter,induzindo o mesmo a colidir violentamente sua moto de frente com um caminhão de carga em alta velocidade. Max finalmente encontra Johnny, que está saqueando uma vítima de acidente de carro que supostamente havia sido morto por um par de botas. Em uma fria e reprimida raiva, Max algema Johnny em um de seus tornozelos no veículo acidentado, enquanto este implora por sua vida. Max ignora sua mendicância e faz uma armadilha improvisada de retardo de tempo com um isqueiro logo abaixo de um farol quebrado do veículo que lentamente enche de gasolina que vaza deste. Jogando uma serra para Johnny, Max o deixa a livre escolha do corte para se salvar: quer através das algemas (que terá dez minutos), quer por seu tornozelo (terá cinco minutos). Max vai embora casualmente, através de uma ponte, o veículo onde está Johnny explode. Max vai embora e se torna um nômade nas desertas estradas.

## Elenco
- Mel Gibson.......................Max Rockatansky, patrulheiro da Polícia Central
- Joanne Samuel................Jessie Rockatansky
- David Bracks....................Mudguts
- Steve Bisley....................Jim Goose, patrulheiro da Polícia Central
- Tim Burns.......................Johnny o Garoto
- Mathew Constantine.......Toddler
- Roger Ward....................Capitão MFP Fred "Fifi" McPhee
- Lisa Aldenhoven.............Enfermeira
- Bertrand Cadart.............Clunk
- David Cameron..............Barry, mecânico da Polícia Central
- Robina Chaffey..............artista do Cabaret Sugartown
- Stephen Clark................Sarse, patrulheiro da Polícia Central
- Jerry Day........................Ziggy, um comisário
- Hugh Keays-Byrne.........Toecutter
- Geoff Parry.................... Bubba Zanetti

## Prêmios e indicações

### Prêmios
Australian Film Institute
- Melhor edição: 1979[4]
- melhor som: 1979
- melhor trilha sonora: Brian May (não confundir com o guitarrista da banda Queen) - 1979

 Festival de Cinema Fantástico de Avoriaz
- Prêmio Especial do Júri: 1980[5]

### Indicações
Australian Film Institute
- melhor filme: 1979
- melhor diretor: George Miller - 1979
- melhor ator coadjuvante: Hugh Keays-Byrne - 1979
- melhor roteiro original: James McCausland, George Miller - 1979